# Tetragonochora solabilis
Tetragonochora solabilis är en stekelart som först beskrevs av Cameron 1885.  Tetragonochora solabilis ingår i släktet Tetragonochora och familjen brokparasitsteklar. Inga underarter finns listade i Catalogue of Life.